# Långnäbbad glasögonfågel
Långnäbbad glasögonfågel (Zosterops lacertosus) är en fågel i familjen glasögonfåglar inom ordningen tättingar.

## Utbredning och systematik
Fågeln lever i skogar och i buskmark på ön Nendo som tillhör Santa Cruzöarna. Arten utgjorde tillsammans med bartyglad glasögonfågel traditionellt släktet Woodfordia. Genetiska studier har dock visat att de båda är inbäddade i det stora släktet Zosterops.

## Status
IUCN kategoriserar arten som nära hotad.